# Magnífica Aventura
Magnífica Aventura é um jogo MMORPG náutico desenvolvido pela Snail Games e publicado pela Vibrant Communications Limited. Também existe uma versão européia sob o nome de Bounty Bay Online e é publicado pela Frogster, como também uma versão americana sob o nome Voyage Century Online publicado pela IGG. O jogo tem o seu enredo disposto no século XVI e caracteriza com precisão as representações históricas de várias cidades litorâneas. Os jogadores não precisam escolher um trajeto profissional no início do jogo. Isto dá aos jogadores uma jogabilidade variada na qual os jogadores podem se especializar em uma habilidade e negociar recursos, ou utilizar todas as habilidades disponíveis.

## História
Antes do lançamento da versão Sulamericana, Magnífica Aventura estava disponível para jogadores na China, Coréia do Sul, Estados Unidos e Alemanha. O teste aberto alpha da versão Sulamericana começou em 10 de Outubro de 2011 e a versão open beta foi lançada em 1º de Abril de 2012.

## Enredo
Magnífica Aventura é um jogo que se desenrola na Europa do século XVI. O jogo tem suas raízes na época das grandes navegações, permitindo aos jogadores embarcarem em navios magníficos que encorporam o espírito aventureiro de uma época quando os homens procuravam grandes aventuras e missões épicas.
Desde o século XV, exploradores ocidentais europeus se aventuraram ao leste em um esforço para encontrar tesouros, especiarias e outros luxos da época. Eles abriram os portões para os ricos e para a ganância daqueles no poder, que financiavam a causa dos exploradores sem abandono. Enquanto as frotas aumentavam os seus caminhos, os ocidentais expandiram a influência na África. Mais tarde eles cruzaram o Cabo da Boa Esperança para chegar ao Oceano Índico. Na outra direção, eles exploraram o oeste e descobriram o Novo Mundo. No fim do século XV eles viram o início de uma expansão global do capitalismo ocidental e da exploração colonial do resto do mundo.
O enredo de MA começa no Mediterrâneo do final do século XV e do início do século XVII. As potências européias iniciaram uma perseguição sangrenta dos ricos que levou a Europa para uma época de grande agitação. Cada personagem no jogo é de um nascimento misterioso. Alguns deles são descendentes da corajosa cavalaria do Império Yuan, alguns carregam o sangue de famílias mercadoras da Rota da Seda, alguns são testemunhas do não tão conhecido romance entre Marco Polo e uma princesa chinesa, e alguns são até de descendência dos piratas europeus ocidentais. Mas todos os jogadores devem manter uma crença firme: a perseguição da paz e da esperança. Carregando o destino, eles embarcam em uma aventura passional no Alto Mar.

## Sistema de Habilidades e Proezas
Introdução

Magnífica Aventura oferece 17 habilidades únicas para os personagens: navegação, batalha naval, eloquência, dominío de espada, domínio de sabre, domínio de machado, tiroteio, medicina, musculação, mineiração, corte da madeira, plantação, pesca, fundição, costura, alquimia e construção naval.
Habilidades básicas

Existem três estágios em cada habilidade: habilidade inicial, habilidade promovida para fase 2 e habilidade promovida para fase 3. Habilidades iniciais vão até o nível 31, as habilidades em fase 2 vão até o nível 100 e as habilidades em fase 3 vão até o nível 120. Os personagens recentemente criados obtém uma habilidade promovida a fase 2: navegação (limite máximo: nível 100) e existem três habilidades iniciais: batalha naval, eloquência e musculação. Outras habilidades podem ser aprendidas nos tutores de habilidade do jogo. Os tutores estão geralmente nos portões da cidade. Cada personagem pode aprender todas as habilidade iniciais, mas podem apenas promover 7 habilidades para a fase 2. Para promover mais habilidades para a fase 2 é necessário livros especiais de promoção, que podem ser comprados por pontos na Loja Online do jogo.
Habilidades especiais

Cada vez que uma habilidade aumenta em 4 níveis, o personagem irá receber um ponto de proeza. Pontos de proeza podem ser trocados por habilidades especiais de proeza (sub-habilidades). Habilidades especiais são divididas em 2 categorias. Passiva e Ativa. Habilidades ativas necessitam pontos de energia (barra azul) para serem ativadas. Pontos de energia podem ser recuperados quando o personagem está sentado descansando ou usando poções de recuperação. Habilidades passivas usualmente aumentam as estatísticas básicas do personagem, como +5 SP (pontos de energia).

## Profissões
Existem também, 5 tipos de profissões que os jogadores podem escolher. Cada profissão tem seus pontos fortes e fracos, então como você quer se destacar no jogo, depende de como você usa o potencial dos pontos fortes de uma determinada profissão.
Oficial Militar Real: Oficial militar de alto escalão, o qual é bom com canhões mas também bom em lutas em terra. 

Guardião Imperial: A elite do exército do Imperador, bom com sabre, com machado e com a espada. Embora o combate corpo-a-corpo seja o seu forte, eles podem derrotar inimigos usando táticas de abordagem durante batalhas marítimas. 

Pirata Caribenho: Vagueando pelo Caribe, eles consideram matar e roubar os seus hobbies. Muito bons em batalhas corpo-a-corpo e tem muitas táticas de ataque como abordagem, impacto de ariéte e ataques curtos de canhões para derrotar os seus inimigos durante batalhas marítimas. 

Caçador de Tesouros: Eles tem a paixão de explorar cada canto do mundo para encontrar tesouros. No entanto, eles também se sobressaem em ataques longos de canhão e táticas de impacto de ariéte. Em terra, eles são atiradores especiais e inteligentes suficientemente para lidar com todos os tipos de assuntos urgentes. 

Comerciante Armado: Bom na defesa, mas ruim no ataque, em adição, a principal forte deles vem na reparação, melhoramento de navios e recuperação de marinheiros. Em terra, eles são bons em recuperar vida, dar assistências e em atirar.
As profissões também têm níveis. Quanto maior o nível da profissão, mais habilidades estarão disponíveis. O limite máximo de nível de profissão é de 150. Cada nível de profissão dá +10 HP (ponto de vida) e +5 SP (ponto de energia).

## Reputação e Títulos de Nobreza
A reputação pode ser adquirida por vários modos como autenticação de tesouros, descobertas, missões entre outros.
Títulos de nobreza são divididos em 13 níveis e 5 grupos. Cada título requer um número determinado de reputação e moedas de prata.
Títulos de nobreza afetam muito os personagens. A maioria das armaduras e armas necessitam algum título de nobreza para serem usadas. Quanto melhor o equipamento, maior será o título de nobreza necessário.
Com o título Barão ou melhor, os jogadores podem conversão no chat público.

## Refinamento
Outro aspecto do jogo é o refinamento de equipamentos. Cada equipamento pode ser refinado para adicionar diferentes bônus. Estes refinadores são obtidos no jogo ou na Loja Online.